# Elisabeth Koelle-Karmann
Elisabeth Koelle-Karmann (* 1. Mai 1890 in St. Ingbert; † 1. Juni 1974 in Altomünster) war eine deutsche Malerin.
Koelle-Karmann wuchs als Tochter eines Bergmanns in St. Ingbert auf. Sie ging in Speyer zur Schule und übte sich schon als junges Mädchen heimlich im für sie wenig standesgemäßen Zeichnen, indem sie mit Kohlestückchen heimlich auf dem Dachboden malte. 1921 bestand sie die Aufnahmeprüfung an der Akademie der Bildenden Künste München. Ihr Studium absolvierte sie 1921–1925 mit Studienabschluss als Meisterschülerin bei Karl Caspar.
Kritiker warfen der Künstlerin einen leicht kitschigen, versüßlichenden Malstil vor. Besonders in ihren Gemälden von Kindern sei dieser Malstil zum Ausdruck gekommen.

Seit 1925 war sie mit dem Bildhauer Fritz Koelle aus Augsburg verheiratet.

## Auszeichnungen, Ehrungen
- 1927 Kurt-Faber-Preis der Staatlichen Akademie München
- 1932 Englischer Montges-Preis
- 1963 Verdienstkreuz auf Vorschlag des Bayerischen Staates verliehen durch den Bundespräsidenten Heuss.
- 1964 Auszeichnung mit dem Ehrenbürgerrecht der Stadt St. Ingbert. Die Krummfuhrstraße in St. Ingbert erhält ihren Namen und wird in Koelle-Karmann-Straße umbenannt.
- 1965 Auszeichnung mit dem Bayerischen Verdienstorden
- 1970 Auszeichnung mit dem Verdienstkreuz Erster Klasse des Verdienstordens der Bundesrepublik Deutschland. Zu ihrem 80. Geburtstag veranstaltete die Stadt Saarbrücken eine zweitägige Feier mit Gesamtausstellung und Sonderstempel der Deutschen Bundespost, und in St. Ingbert wurde die Künstlerin mit einer Bronzetafel an ihrem Geburtshaus geehrt.